# M/S Corfu Star
M/S Corfu Star är en ro-ro-färja som ägs av Paxos Island Maritime Co..
Färjan byggdes 1987 som ett av 15  systerfartyg på North East Shipbuilders Ltd i Sunderland i Storbritannien och fick namnet Superflex Bravo.
Hon drivs med hjälp av tio  dieselmotorer från Cummins som driver fyra generatorer som förser var sin roderpropeller med ström. Motorerna är placerade i containrar på översta däck.
Färjan sattes in på Vognmandsruten över Stora Bält mellan Korsør och Nyborg. I mars 1990 sattes hon in på en rutt mellan Helsingborg och Tuborg Havn. Året efter chartrades hon till en rutt mellan Landskrona och Tuborg hamn. Hon bytte namn till Svea Scarlett den 1 mars 1993 och lades upp när färjelinjen lades ned i oktober samma år.
Hon övertogs av Mercandia Rederierne i juni 1996 och döptes till Mercandia VIII. Den 15 april 1997 chartrades hon av HH-Ferries och sattes in på HH-leden mellan Helsingborg och Helsingør och år 2001 övertogs hon av HH-Ferries.
Mercandia VIII övertogs av Forsea den 25 november 2018 och har sedan dess varit reservfärja. Sedan 4 oktober 2023 bytte Forsea namn till Öresundslinjen.  Under oktober 2024 såldes färjan till Paxos Island Maritime Co. och bytte namn till Corfu Star.